# Carrick (voilier)
Pour les articles homonymes, voir Carrick.
Le Carrick est un voilier anglais, du type brick, du XIXe siècle. « Carrick » est un nom anglais dérivé du gaélique creag ou carraig, signifiant « roche ». Certains articles au sujet de ce bateau épèlent Karrick ou Carricks.
Construit en 1812 à Workington en Cumbria, il était immatriculé à Carlisle. En 1832, il est le premier navire à introduire le choléra aux Amériques. Il a fait naufrage en 1847 dans le golfe du Saint-Laurent, alors qu'il transportait vers le « Nouveau Monde » des émigrants irlandais fuyant la Grande famine.

## La maladie duCarrick
À partir de février 1832, la Grande-Bretagne est touchée par la deuxième pandémie de choléra. Fin avril 1832, le Carrick quitte Dublin, ville alors touchée par le choléra, avec 173 immigrants irlandais à destination de Québec. Durant la traversée, 42 passagers meurent de choléra. Le navire parvient à Québec le 3 juin 1832. Cette épidémie de choléra à Québec est la première épidémie de choléra aux Amériques.
Cette épidémie causant la mort de milliers de Québécois, le gouvernement ouvrit cette même année l'île de la quarantaine. La Grosse-Île, au milieu du fleuve Saint-Laurent, devint la station de quarantaine pour une centaine d'années et le lieu du dernier repos de milliers de passagers qui venaient au nouveau monde pour commencer une nouvelle vie.

## Le naufrage duCarrick
En 1847, le Carrick quitte le port de Sligo, dans le nord-ouest de l'Irlande, avec à son bord des émigrants poussés par la famine et les épidémies. Il traverse l'Atlantique, puis, rendu dans le golfe du Saint-Laurent le 28 avril, le Carrick est surpris par une violente tempête et fait naufrage sur un récif situé un peu au sud de l'actuel phare de Cap-des-Rosiers (construit 11 ans plus tard). Sur un total de 180 passagers, 48 survivent et près d'une centaine de noyés sont retrouvés sur les rives. On les enterre dans une fosse commune au cimetière de Saint-Alban-du-Cap-des-Rosiers.
En 1968, on retrouve par hasard la cloche du Carrick à Blanc-Sablon sur la Basse-Côte-Nord. Elle fut rapatriée en monument en mémoire des naufragés à l'est du village de Cap-des-Rosiers. La plupart des survivants s'établissent dans les autres communautés, comme L'Anse-au-Griffon et Rivière-au-Renard, sur la côte nord de la pointe Forillon, et Cap-aux-Os, du côté de la baie de Gaspé.

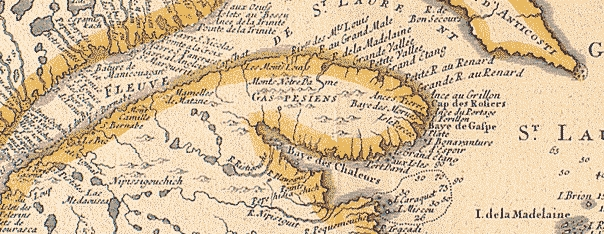
Cap-des-Rosiers apparaît ici entre Ance au Griffon et Ance du Portage.